# دريقة شبه دوارة
دريقة شبه دوارة (الاسم العلمي:Aspidistra subrotata) هي نوع من النباتات تتبع جنس الدريقة من الفصيلة الهليونية. تم وصف هذا النوع من النبات علمياً لأول مرة من قبل يو وان وتشنغ تشيو هيوانغ سنة 1987.